# USS Shelton (DE-407)
USS Shelton (DE-407) là một tàu hộ tống khu trục lớp John C. Butler từng phục vụ cùng Hải quân Hoa Kỳ trong Chiến tranh Thế giới thứ hai. Nó là chiếc tàu chiến đầu tiên của Hải quân Hoa Kỳ được đặt cái tên này, theo tên Thiếu úy Hải quân James A. Shelton (1916–1942), phi công từng phục vụ cùng Liên đội Tuần tiễu VS-6 trên tàu sân bay Enterprise (CV-6), đã tử trận trong Trận Midway vào ngày 4 tháng 6, 1942 và được truy tặng Huân chương Chữ thập Hải quân. Nó đã phục vụ trong Thế chiến II cho đến khi bị tàu ngầm Nhật Bản RO-41 đánh chìm tại Morotai, Đông Ấn thuộc Hà Lan vào ngày 3 tháng 10, 1944. Shelton được tặng thưởng một Ngôi sao Chiến trận do thành tích phục vụ trong Thế Chiến II.

## Thiết kế và chế tạo
Lớp John C. Butler được thiết kế nhằm đáp ứng nhu cầu một số lượng lớn nhưng rẻ tiền của một kiểu tàu hộ tống chống tàu ngầm để hộ tống các đoàn tàu vận tải vượt đại dương. Chúng có chiều dài chung 306 foot (93,3 m), mạn tàu rộng 36 foot 10 inch (11,2 m) và mớn nước 13 foot 4 inch (4,1 m), trọng lượng choán nước tiêu chuẩn 1.350 tấn Anh (1.372 t), và lên đến 1.745 tấn Anh (1.773 t) khi đầy tải, với một thủy thủ đoàn bao gồm 14 sĩ quan và 201 thủy thủ. Con tàu được vận hành bởi hai turbine hơi nước hộp số Westinghouse; hơi nước được cung cấp bởi hai nồi hơi "D" Express, tạo ra công suất 12.000 mã lực càng (8.900 kW) và cho phép đạt được tốc độ tối đa 24 hải lý trên giờ (44 km/h; 28 mph). Nó có tầm hoạt động 6.000 hải lý (11.000 km; 6.900 mi) ở tốc độ đường trường 12 hải lý trên giờ (22 km/h; 14 mph).
Dàn vũ khí chính bao gồm hai tháp pháo 5-inch/38 caliber đa dụng nòng đơn, được dẫn đường bởi hệ thống điều khiển hỏa lực Mark 51; vũ khí phòng không gồm hai khẩu đội Bofors 40 mm L/60 nòng đôi và mười khẩu Oerlikon 20 mm nòng đơn cũng được dẫn đường bởi hệ thống Mark 51. Ngoài ba ống phóng ngư lôi 21 inch (533 mm), vũ khí chống ngầm bao gồm hai đường ray thả mìn sâu, tám máy phóng mìn sâu K-gun cùng một dàn súng cối chống ngầm Hedgehog. Con tàu được trang bị sonar kiểu QC, radar dò tìm mặt biển SL và radar dò tìm không trung SA.
Sheltonđược đặt lườn tại xưởng tàu của hãng Brown Shipbuilding Co. ở Houston, Texas vào ngày 1 tháng 11, 1943. Nó được hạ thủy vào ngày 18 tháng 12, 1943, được đỡ đầu bởi bà Anise L. Shelton, mẹ của Thiếu úy Shelton, và được cho nhập biên chế cùng Hải quân Hoa Kỳ vào ngày 4 tháng 4, 1944 dưới quyền chỉ huy của Hạm trưởng, Thiếu tá Hải quân Lewis George Salomon.

## Lịch sử hoạt động
Sau khi hoàn tất việc trang bị, Shelton lên đường vào ngày 21 tháng 4, 1944 để cùng tàu chị em Edmonds (DE-406) chạy thử máy huấn luyện tại khu vực Bermuda, và sau khi hoàn tất nó quay trở lại Xưởng hải quân Boston để sửa chữa sau chạy thử máy từ ngày 25 tháng 5 đến ngày 15 tháng 6. Được điều động sang khu vực Mặt trận Thái Bình Dương, nó khởi hành từ Boston vào ngày 16 tháng 6, lần lượt đi qua New York, Hampton Roads và Balboa, Panama trước khi đi đến San Diego, California vào ngày 6 tháng 7. Nó tiếp tục lên đường vào ngày 15 tháng 7 để đi sang quần đảo Hawaii, đi đến Trân Châu Cảng vào ngày 20 tháng 7.
Rời Trân Châu Cảng vào ngày 26 tháng 7, Shelton hộ tống một đoàn tàu vận tải đi sang Eniwetok, đến nơi vào ngày 6 tháng 8. Tại đây nó được điều sang thành phần hộ tống cho Lực lượng Đặc nhiệm 57, bao gồm năm tàu sân bay, để đi đến Seeadler Harbor tại quần đảo Admiralty. Sau khi đến nơi vào ngày 13 tháng 8, nó hoạt động tại chỗ cho đến khi được điều sang Lực lượng Đặc nhiệm 77 trực thuộc Đệ Thất hạm đội, là Lực lượng Tấn công Morotai. Con tàu đang ở ngoài khơi Morotai vào ngày 3 tháng 10, bảo vệ cho các tàu sân bay hộ tống Fanshaw Bay (CVE-70) và Midway (CVE-63), khi đơn vị bị tàu ngầm Nhật Bản RO-41 tấn công, với chủ đích nhắm vào các tàu sân bay, nhưng bị trượt và hướng đến chiếc tàu hộ tống khu trục.
Phát hiện ra quả ngư lôi ở khoảng cách 1.500 yd (1.400 m), Shelton cơ động để né tránh nhưng lại trúng quả thứ hai vảo chân vịt bên mạn phải, gây hư hại nặng và ngập nước. Tàu hộ tống khu trục chị em Richard M. Rowell (DE-403) đi đến để cứu vớt thủy thủ đoàn và tìm cách kéo Shelton, nhưng nó lật úp và đắm tại tọa độ 2°33′B 129°18′Đ / 2,55°B 129,3°Đ. Mười ba thành viên thủy thủ đoàn đã thiệt mạng cùng con tàu.
Tên của Shelton được cho rút khỏi danh sách Đăng bạ Hải quân vào ngày 27 tháng 11, 1944.

## Phần thưởng
Shelton được tặng thưởng một Ngôi sao Chiến trận do thành tích phục vụ trong Thế Chiến II.
|  |             |  |
|  | Bronze star |  |

| Dãi băng Hoạt động Tác chiến (truy tặng) |                                                                         |                                      |
| Huân chương Chiến dịch Hoa Kỳ            | Huân chương Chiến dịch Châu Á-Thái Bình Dương với 1 Ngôi sao Chiến trận | Huân chương Chiến thắng Thế Chiến II |